# ホシザメ
ホシザメ （星鮫、Mustelus manazo）は、ドチザメ科に属するサメの一種。

## 分布
太平洋の北西部、具体的にはシベリア南部・韓国・中国・台湾・アジア南東部・日本（北海道から九州にかけての沿岸部、瀬戸内海）等に分布する。ケニアからも報告がある。
アンダマン海・マダガスカル・バングラデシュ沿岸海域にも分布する可能性がある。

## 形態
全長は、オス55-92cm、メス59-97cm。ただし地域差がある。
歯は扁平で敷石状、具体的な数は上顎・下顎のいずれも不明。体色は全体的に灰色で、所々に白い斑点が散在する。シロザメに似る。

## 生態
本種の生態には不明な点が多い。
沿岸域の砂泥底、水深38~575mに生息。主に無脊椎動物、時に魚類を食べるという。また、卵胎生で、妊娠期間はおよそ10か月、産仔数は1-22で春に出産すると言われている。

## 人との関わり
食用。蒲鉾やはんぺん、湯引き等で食される。
また、古くから漁港として栄えた福岡県宗像市鐘崎一帯には独自の食べ方が伝わっている。鐘崎ではこの地で盛んなフグ漁の際、網にかかる本種を背開きにして寒風にさらし、干物を作る。この干物はのうさばと呼ばれ、湯通ししてほぐしてから細かく切り、醤油、砂糖、みりん、酒で味を付けて食する。この料理は食感がコリコリとして数の子に似ていることから「玄海かずのこ」、「鐘崎数の子」等とも呼ばれる。
イタリアで「パロンボ（palombo liscio）」と呼ばれ食用に流通している魚の学名はmustelus mustelusであり、本種と似ているが別種である。